# Полдоллара Барбера
50 центов Барбера — монета США номиналом в 50 центов, которая чеканилась с 1892 по 1915 год. На аверсе монеты изображена женщина, символизирующая Свободу, а на реверсе белоголовый орлан — геральдический символ США.

## История
50 центов Барбера чеканились с 1892 по 1915 год. Они сменили 50 центов с изображённой на них сидящей Свободой, находившиеся в обиходе более 50 лет. Также с 1879 года тиражи были минимальными. В связи с этим накопилось большое количество стёршихся монет низкого качества, что стало предпосылкой разработки монет нового типа.
Был объявлен конкурс, который выиграл гравёр Чарльз Барбер.
50 центов Барбера чеканились на 4 монетных дворах. О происхождении монеты из того или другого монетного двора свидетельствует небольшая буква под изображением орлана:
- отсутствует — монетный двор Филадельфии, Пенсильвания
- D — монетный двор Денвера, Колорадо
- O — монетный двор Нового Орлеана, Луизиана
- S — монетный двор Сан-Франциско, Калифорния

За всё время было отчеканено около 136 миллионов монет этого типа.

## Изображение

### Аверс
На аверсе монеты находится бюст женщины, символизирующий Свободу. Её волосы окаймляет лавровый венок и диадема, на которой расположена надпись «LIBERTY». Над изображением Свободы полукругом идёт девиз «IN GOD WE TRUST», внизу — год чеканки, а по бокам находятся 13 звёзд по числу первых штатов.
На основании шеи можно разглядеть букву B, которая является монограммой гравёра Барбера.

### Реверс
В центре реверса располагается белоголовый орлан, держащий в лапах стрелы и оливковую ветвь. Его изображение повторяет лицевую сторону Большой печати США. Над орланом расположено 13 звёзд. В клюве он держит ленту с девизом «E PLURIBUS UNUM». По краю монеты полукругом расположены две надписи: сверху — «UNITED STATES OF AMERICA», снизу — обозначение номинала монеты «HALF DOLLAR».

## Оценка состояния монеты
Оценка состояния монеты осуществляется по следующим критериям:
- «Слабое» (Good) — дата и надписи различимы. «LIBERTY» стёрто;
- «Удовлетворительное» (Very Good) — как минимум три буквы слова «LIBERTY» читаемы;
- «Хорошее» (Fine) — «LIBERTY» читаемо;
- «Очень хорошее» (Very Fine) — буквы «LIBERTY» чёткие;
- «Почти превосходное» (About Uncirculated) — незначительные царапины;
- «Превосходное» (Uncirculated).

## Тираж
| Год  | Отчеканено в Филадельфии | Отчеканено в Денвере | Отчеканено в Новом Орлеане | Отчеканено в Сан-Франциско |
| ---- | ------------------------ | -------------------- | -------------------------- | -------------------------- |
| 1892 | 934 000 (1245)           |                      | 390 400                    | 1 029 028                  |
| 1893 | 1 826 000 (792)          |                      | 1 389 000                  | 740 000                    |
| 1894 | 1 148 000 (972)          |                      | 2 138 000                  | 4 048 960                  |
| 1895 | 1 834 338 (880)          |                      | 1 766 000                  | 1 108 086                  |
| 1896 | 950 000 (762)            |                      | 924 000                    | 1 140 948                  |
| 1897 | 2 480 000 (731)          |                      | 632 000                    | 933 900                    |
| 1898 | 2 956 000 (735)          |                      | 874 000                    | 2 358 550                  |
| 1899 | 5 538 000 (846)          |                      | 1 724 000                  | 1 686 411                  |
| 1900 | 4 762 000 (912)          |                      | 2 744 000                  | 2 560 322                  |
| 1901 | 4 268 000 (813)          |                      | 1 124 000                  | 847 044                    |
| 1902 | 4 922 000 (777)          |                      | 2 526 000                  | 1 460 670                  |
| 1903 | 2 278 000 (755)          |                      | 2 100 000                  | 1 920 772                  |
| 1904 | 2 992 000 (670)          |                      | 1 117 600                  | 553 038                    |
| 1905 | 62 000 (727)             |                      | 505 000                    | 2 494 000                  |
| 1906 | 2 638 000 (675)          | 4 028 000            | 2 446 000                  | 1 740 154                  |
| 1907 | 2 598 000 (575)          | 3 856 000            | 3 946 000                  | 1 250 000                  |
| 1908 | 1 354 000 (545)          | 3 280 000            | 5 360 000                  | 1 644 828                  |
| 1909 | 2 368 000 (650)          |                      | 925 400                    | 1 764 000                  |
| 1910 | 418 000 (551)            |                      |                            | 1 948 000                  |
| 1911 | 1 406 000 (543)          | 695 080              |                            | 1 272 000                  |
| 1912 | 1 550 000 (700)          | 2 300 800            |                            | 1 370 000                  |
| 1913 | 188 000 (627)            | 534 000              |                            | 604 000                    |
| 1914 | 124 000 (610)            |                      |                            | 992 000                    |
| 1915 | 138 000 (450)            | 1 170 400            |                            | 1 604 000                  |

(в скобках обозначено количество монет качества пруф)